# Operação Bodenplatte
A Operação Bodenplatte ("Placa de base") foi lançada em 1 de janeiro de 1945, como uma última tentativa feita pela Luftwaffe (Força Aérea Alemã) para incapacitar as forças aéreas Aliadas nos Países Baixos durante a Segunda Guerra Mundial. O objetivo dos alemães para a Bodenplatte era conquistar a superioridade aérea durante a contra-ofensiva nas Ardenas, permitindo que as tropas do exército alemão e da Waffen-SS pudessem avançar novamente com segurança. A operação foi planejada para 16 de dezembro de 1944 mas foi atrasada até o ano novo devido a más condições do tempo.
O segredo da operação foi tamanha que algumas unidades das forças alemãs no solo e no mar não foram avisadas sobre ela e houve perdas sofridas por fogo amigo. Sinais de inteligência britânicos (ULTRA) relataram a movimentação anormal de homens e máquinas na Alemanha mas eles não anteciparam as proporções da operação.
A operação conseguiu pegar os Aliados de surpresa e conquistou algum sucesso mas no geral o resultado foi um fracasso para os alemães. Muitas aeronaves Aliadas foram destruídas no solo e outras mais no ar, contudo essas perdas podiam ser substituídas com facilidade e rapidez. Os Aliados perderam poucos pilotos, já que a maioria de seus aviões destruídos no solo não estavam com os pilotos a bordo. Ao mesmo tempo, a perda de aviadores de caça alemães foi catastrófica, já que tais pilotos não podiam ser substituídos. Análises feitas após a batalha sugerem que um-terço (11 de 34) das formações alemãs conseguiram chegar aos alvos a tempo de surpreender o inimigo. A operação falhou em seus objetivos de dar a superioridade aérea aos nazistas, mesmo que temporariamente, e o exército alemão continuou exposto a aviação Aliada. A Bodenplatte foi a última grande ofensiva montada pela Luftwaffe durante a guerra. A força aérea alemã não conseguiu se recuperar de suas perdas e exauriu suas últimas reservas de pilotos e máquinas nesta operação.

## Fotografias da Operação

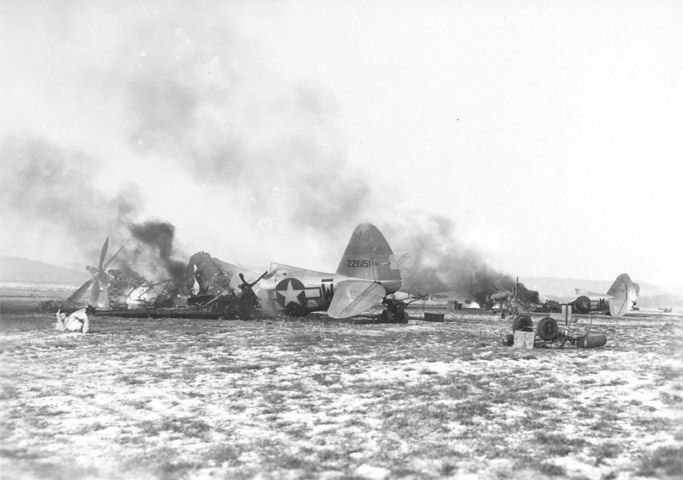
Um P-47 americano destruído no campo aéreo Y-34 Metz-Frescaty.
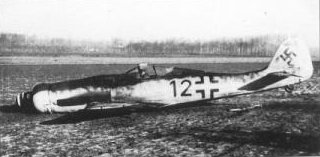
Um Fw 190 alemão derrubado pelos Aliados.
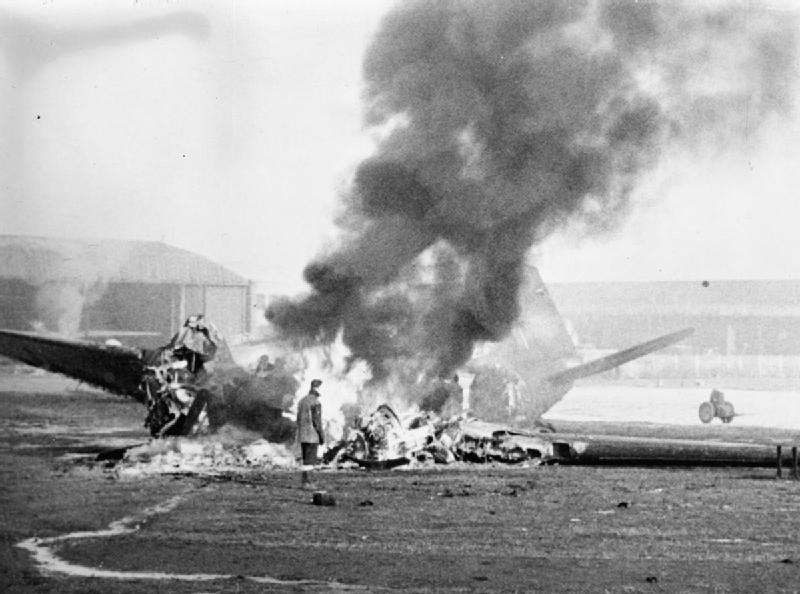
Um avião da RAF em chamas após ser atingido por bombas alemãs.